# Veine axillaire
La veine axillaire, en anatomie humaine, est une veine du bras située dans la région axillaire.

## Origine
La veine axillaire est formée par la réunion des veines brachiale et basilique au niveau du bord inférieur du muscle grand rond.

## Trajet
La veine axillaire monte en dedans , puis en dedans et en avant de l'artère axillaire. Elle traverse la fosse axillaire entre le bord inférieur du tendon du muscle grand pectoral et le bord inférieur de la clavicule et le bord latéral de la première côte, où elle se termine par la veine sous-clavière.
Elle reçoit les veines subscapulaire ou sous-scapulaire, circonflexe scapulaire, thoracique latérale, thoraco-épigastriques, brachiale profonde et céphalique.

## Zone de drainage
La veine axillaire draine le sang en provenance du membre supérieur de l'épaule à la paroi thoracique homolatérale.